# Tohana
Tohana é uma cidade  no distrito de Fatehabad, no estado indiano de Haryana.

## Geografia
Tohana está localizada a 29° 42′ N, 75° 54′ L. Tem uma altitude média de 224 metros (734 pés).

## Demografia
Segundo o censo de 2001, Tohana tinha uma população de 51 518 habitantes. Os indivíduos do sexo masculino constituem 53% da população e os do sexo feminino 47%. Tohana tem uma taxa de literacia de 61%, superior à média nacional de 59,5%: a literacia no sexo masculino é de 67% e no sexo feminino é de 55%. Em Tohana, 15% da população está abaixo dos 6 anos de idade.